# Deltoidalhexakontaéder
A geometriában a deltoidalhexekontaéder a rombikozidodekaéder duális poliédere. A test egy arkhimédészi test. Egyike annak a hat Catalan-testnek, amelynek nincs Hamilton-út a csúcsai között.
Topológiailag azonos a nem konvex rombikus hexekontaéderrel.

## Hosszúságok és szögek
A 60 lap mindegyike deltoid. Az egyes deltoidok rövid és hosszú éleinek aránya 1: 7+(√5)/6 ≈ 1:1,539344663...
Az egyetlen felület két rövid éle közötti szög ≈ 118,2686774705°. Az átellenes szög, a hosszú élek között ≈ 67,783011547435°. A lapokon fekvő mindkét rövid és hosszú oldal között található szög ≈ 86,97415549104°.
Bármely szomszédos lappár közötti diéderszög ≈ 154,12136312578°.

## Topológia
Topológiailag a deltoidalhexakontaéder azonos a nem konvex rombos hexakontaéderrel. A deltoidalhexakontaéder egy dodekaéderből (vagy ikozaéderből) származtatható úgy, hogy a lapközéppontokat, az élközéppontokat és a csúcsokat a test középpontjától eltérő sugarakba toljuk ki. A sugarak úgy vannak megválasztva, hogy az eredményül kapott alakzat mindegyik sík deltoid lapja úgy álljon, hogy a csúcsok a háromfokos sarkokhoz, a lapok az ötfokos sarkokhoz, az élközéppontok pedig a négyfokos pontokhoz menjenek.

## Fordítás
Ez a szócikk részben vagy egészben  a   Deltoidal hexecontahedron című angol Wikipédia-szócikk ezen változatának fordításán alapul.  Az eredeti cikk szerkesztőit annak laptörténete sorolja fel. Ez a jelzés csupán a megfogalmazás eredetét és a szerzői jogokat jelzi, nem szolgál a cikkben szereplő információk forrásmegjelöléseként.